# Ixalerpeton
Ixalerpeton – rodzaj wczesnego dinozauromorfa należący do kladu Lagerpetidae. Żył w późnym triasie, ok. 230 mln lat temu, na terenach dzisiejszej Ameryki Południowej. Był stosunkowo niewielkim zwierzęciem, mierzącym ok. 1 m długości. Ixalerpeton wykazywał mozaikę cech pierwotnych dla archozaurów, jak występowanie dwóch kręgów krzyżowych czy zamknięta panewka stawu biodrowego, oraz zaawansowanych, jak obecność przedniego zagłębienia bębenkowego mózgoczaszki, które wśród dinozauromorfów występuje u przedstawicieli bardziej zaawansowanego kladu Dinosauriformes.
Skamieniałości Ixalerpeton odnaleziono w górnotriasowych (karnickich) osadach formacji Santa Maria w Brazylii, w pobliżu miasta São João do Polêsine. Holotyp (ULBRA-PVT059) to niekompletny szkielet obejmujący puszkę mózgową, dach czaszki, 23 kręgi przedkrzyżowe, dwa krzyżowe i dziewięć ogonowych, kości obręczy miednicznej oraz kości: ramienną, udową, piszczelową i strzałkową. Gatunek typowy rodzaju, I. polesinensis został opisany w 2016 roku przez Sergia Cabreirę i współpracowników. Nazwa rodzajowa pochodzi od greckich słów ixalos („skaczący”) i erpeton („gad”), zaś epitet gatunkowy polesinensis odnosi się do miejsca znalezienia szczątków.